# Portland Trail Blazers 1987-1988
La stagione 1987-88 dei Portland Trail Blazers fu la 18ª nella NBA per la franchigia.
I Portland Trail Blazers arrivarono secondi nella Pacific Division della Western Conference con un record di 53-29. Nei play-off persero al primo turno con gli Utah Jazz (3-1).

## Roster
| N° | Naz.                   | Ruolo | Sportivo         | Anno | Alt. | Peso |
| -- | ---------------------- | ----- | ---------------- | ---- | ---- | ---- |
| 00 | Stati Uniti (bandiera) | C     | Kevin Duckworth  | 1964 | 213  | 125  |
| 4  | Stati Uniti (bandiera) | GA    | Jim Paxson       | 1957 | 198  | 91   |
| 6  | Stati Uniti (bandiera) | G     | Michael Holton   | 1961 | 193  | 84   |
| 8  | Stati Uniti (bandiera) | A     | Charles Jones    | 1962 | 203  | 98   |
| 14 | Stati Uniti (bandiera) | G     | Jerry Sichting   | 1956 | 185  | 76   |
| 20 | Stati Uniti (bandiera) | AC    | Maurice Lucas    | 1952 | 206  | 98   |
| 22 | Stati Uniti (bandiera) | GA    | Clyde Drexler    | 1962 | 201  | 95   |
| 25 | Stati Uniti (bandiera) | A     | Jerome Kersey    | 1962 | 201  | 98   |
| 27 | Stati Uniti (bandiera) | AC    | Caldwell Jones   | 1950 | 211  | 98   |
| 30 | Stati Uniti (bandiera) | G     | Terry Porter     | 1963 | 191  | 88   |
| 33 | Stati Uniti (bandiera) | AC    | Steve Johnson    | 1957 | 208  | 107  |
| 34 | Stati Uniti (bandiera) | A     | Ronnie Murphy    | 1964 | 196  | 102  |
| 35 | Stati Uniti (bandiera) | AC    | Richard Anderson | 1960 | 208  | 109  |
| 35 | Stati Uniti (bandiera) | GA    | Kevin Gamble     | 1965 | 196  | 95   |
| 41 | Stati Uniti (bandiera) | A     | Nikita Wilson    | 1964 | 203  | 91   |
| 55 | Stati Uniti (bandiera) | A     | Kiki Vandeweghe  | 1958 | 203  | 100  |

## Staff tecnico
- Allenatore: Mike Schuler
- Vice-allenatori: Rick Adelman, Jack Schalow